# Medinilla wspaniała
Medinilla wspaniała (Medinilla magnifica Lindl.) – gatunek rośliny, należący do rodziny zaczerniowatych. Pochodzi z Filipin, jest uprawiany w wielu krajach świata. 

## Morfologia i ekologia

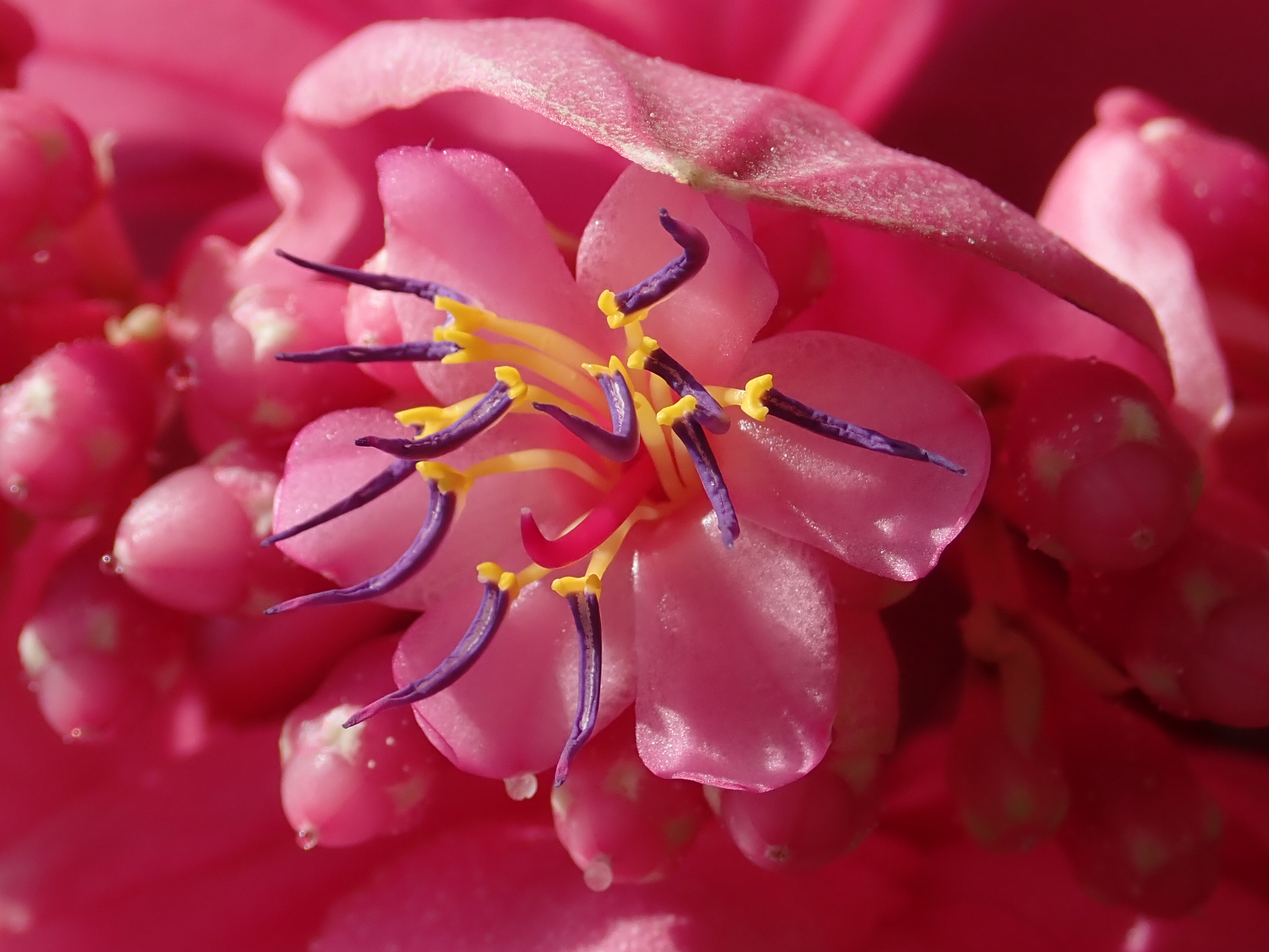
Kwiat

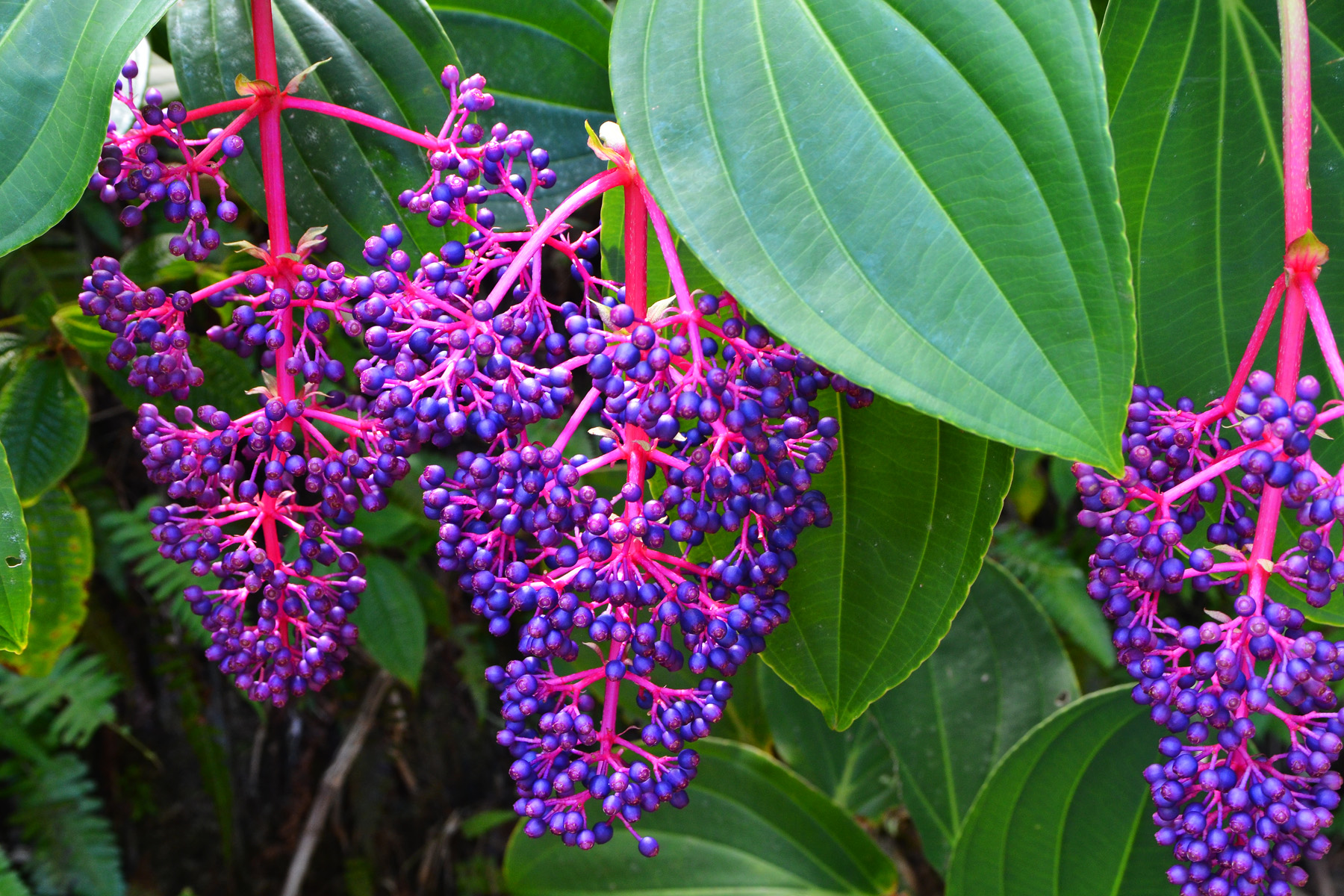
Owoce

PokrójRozłożysty krzew dorastający do 1,8 m wysokości. Gałęzie przewieszające się, pędy żebrowane lub oskrzydlone.
LiścieNaprzeciwległe, siedzące, owalne, skórzaste, do 30 cm długości, nasada liścia sercowata. Unerwienie łukowate, silnie wystające od spodu.
KwiatyZebrane są w zwisające wiechy o długości do 50 cm. Duże podsadki w kolorze różowym. Kwiaty do 2,5 cm, różowo-czerwone lub fioletowe.
OwoceFioletowe jagody długości około 1 cm.
SiedliskoW warunkach naturalnych rośnie zazwyczaj jako epifit w rozwidleniach konarów drzew.

## Zastosowanie
Jest uprawiana jako roślina ozdobna, w Polsce może być uprawiana tylko jako roślina pokojowa lub w ogrzewanych szklarniach. Wymaga dużej wilgotności powietrza i umiarkowanego światła. Zimą temperatura nie powinna być niższa od 18o C. Wymaga żyznego, próchnicznego podłoża, obfitego podlewania i nawożenia. Zimą zalecane jest zraszanie.